# Ajdovščina község
Ajdovščina község alsó fokú közigazgatási egység Szlovéniában, a Primorska tájegység része, a Goriška statisztikai régió területén. Központja Ajdovščina város.

## A község települései
A községhez tartozó települések Ajdovščina mellett a következők: Batuje, Bela, Brje, Budanje, Cesta, Col, Črniče, Dobravlje, Dolenje, Dolga Poljana, Gaberje, Gojače, Gozd, Grivče, Kamnje, Kovk, Kožmani, Križna gora, Lokavec, Male Žablje, Malo Polje, Malovše, Otlica, Plače, Planina, Podkraj, Potoče, Predmeja, Ravne, Selo, Skrilje, Stomaž, Šmarje, Tevče, Ustje, Velike Žablje, Vipavski Križ, Višnje, Vodice, Vrtovče, Vrtovin, Zavino, Žagolič, Žapuže.

## Képek

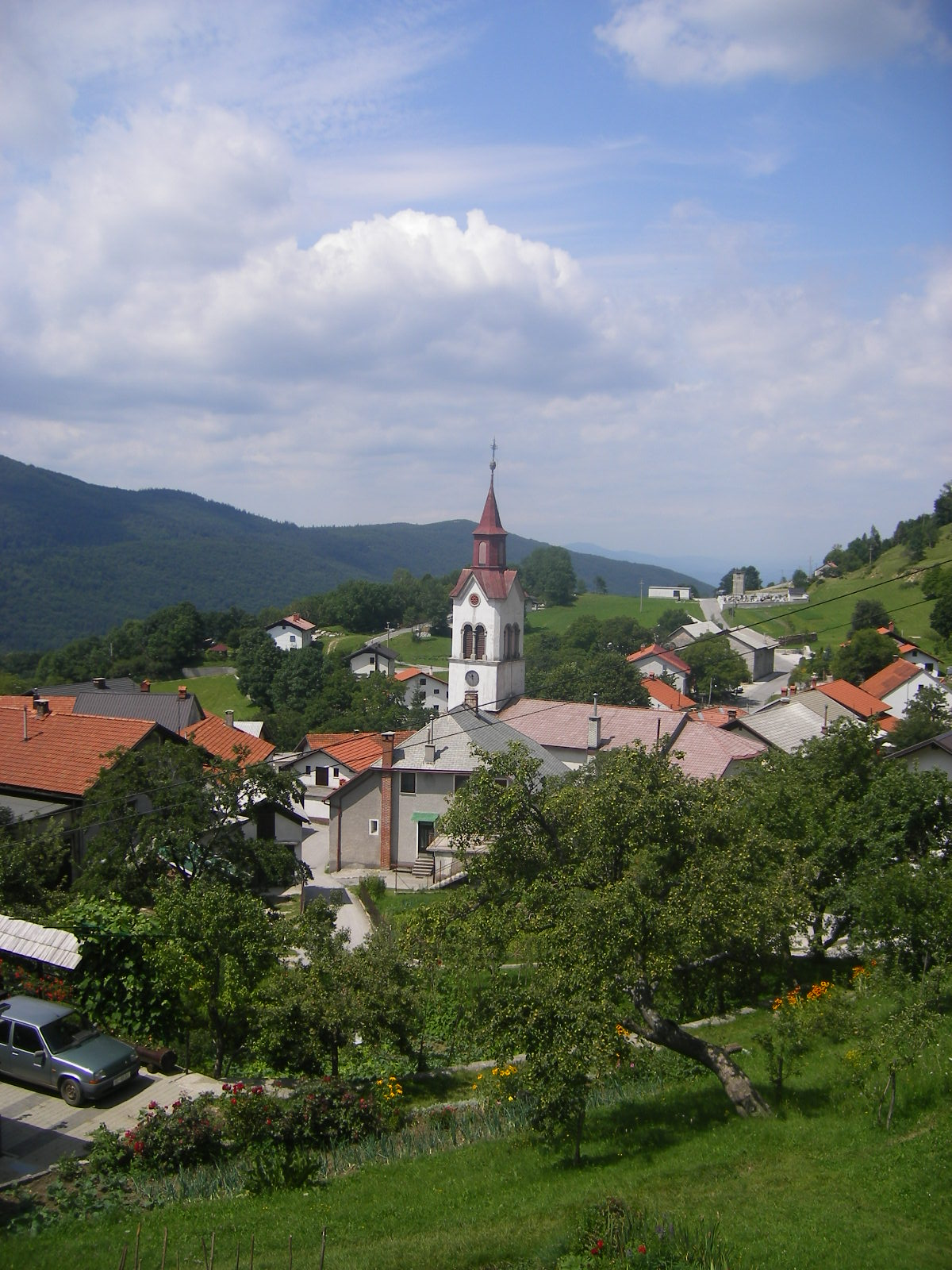
Podkraj látképe
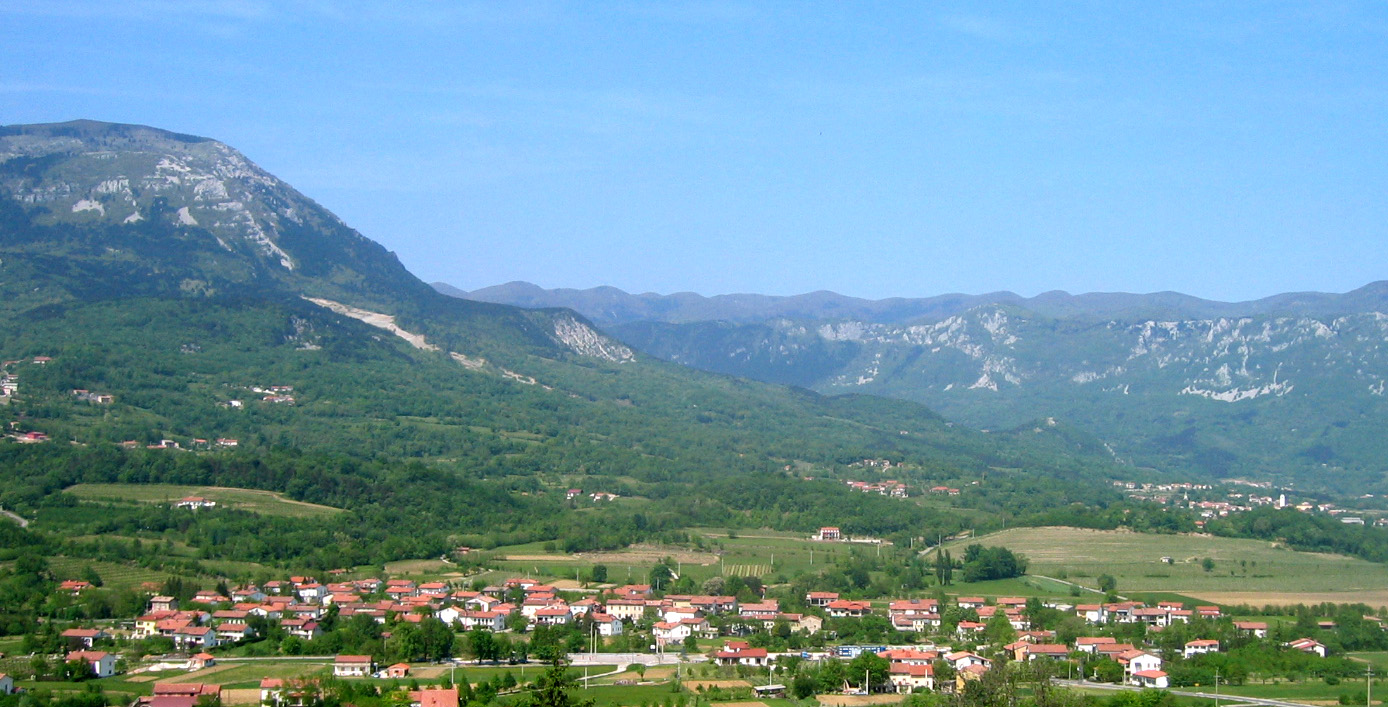
Cesta látképe

## Népesség
| Lakosok száma | 18 095 | 18 600 | 18 850 | 18 938 | 19 024 | 18 892 | 19 061 | 19 174 | 19 364 | 19 671 |
|               | 2002   | 2008   | 2010   | 2011   | 2013   | 2014   | 2016   | 2017   | 2019   | 2020   |